# Седиментаційний аналіз
Седиментаційний аналіз (рос. седиментационный анализ; англ. sedimentation analysis; нім. Sedimentationsanalyse f) — послідовне виділення з зависі у воді частинок різної крупності за швидкістю їх вільного падіння (осідання) з метою одержання характеристики крупності тонкодисперсного матеріалу.

## Загальний опис
Седиментаційний аналіз об'єднує сукупність методів дисперсійного (ґранулометричного) аналізу, в основі яких лежить залежність між розміром (масою) та швидкістю руху тіла у в'язкому середовищі (газі або рідині) під дією гравітаційних або відцентрових сил.
Седиментаційний аналіз охоплює найпоширеніші непрямі методи визначення величини частинок або дисперсності порошкоподібних матеріалів, аерозолів, різних грубодисперсних та колоїдних систем. Дає змогу визначати як внутрішні характеристики дисперсності, так і дисперсний (ґранулометричний, зерновий, фракційний) склад аналізованої системи, тобто частковий розподіл маси, об'єму, площі поверхні, лінійних розмірів або кількості частинок дисперсної фази за класами крупності. Основні методи С.а. — методи стаціонарної швидкості седиментації та седиментаційно-дифузійної або седиментаційної рівноваги; застосовують також методи наближення до седиментаційної рівноваги. С.а. в гравітаційному полі застосовують для грубодисперсних систем (суспензій, емульсії, пилу) з розміром часток 10−2−10−4 см. С.а. для високодисперсних систем з розміром частинок менше 10−4 см проводять в полі відцентрових сил. В практиці збагачення корисних копалин. С.а. найчастіше застосовують для матеріалів крупністю 5-50 мкм. Сучасні прилади і пристрої для С.а. повністю автоматизовані і комп'ютеризовані.
Здійснюють С.а. на приладах різної конструкції, зокрема застосовують лабораторний пристрій конструкції ЛІОТ, пристрої в яких використовується відцентрове поле, ваги Фігуровського, а також ґранулометри різних конструкцій і т.д. Розроблені також сучасні прилади і пристрої для С.а., які повністю автоматизовані і комп'ютеризовані. Так, напр., німецька фірма Fritsch випускає скануючий фото-седиментограф, що дозволяє оцінювати крупність частинок в межах від 0,5 до 500 мкм з передачею інформації для обробки  на комп'ютер.

## Методика проведення аналізу
Прилад (див. рис.) для вимірювання маси седиментаційного осаду встановлюють на стійкій площині. Переконатися в тому, що штанга ваг з диском зафіксована в утримуючому пристрої і не знаходиться в зачепленні з підвіскою ваг . Помістити досліджувану суспензію у вимірювальний стакан і перемішати її з допомогою магнітної мішалки або ручною мішалкою. При цьому необхідно домогтися рівномірного розподілу частинок різного ступеня дисперсності по всьому об'єму суспензії. Переконавшись у тому, що в суспензії після перемішування припинилися помітні переміщення середовища і зважених частинок, штангу ваг ввести в зачеплення з підвіскою ваг і розпочати аналіз.

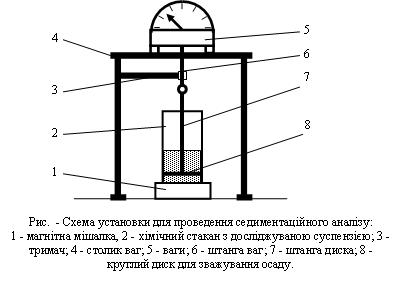
Рис. 1.

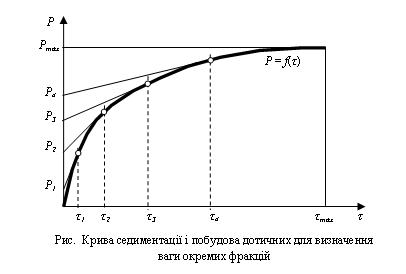
Рис. 2.

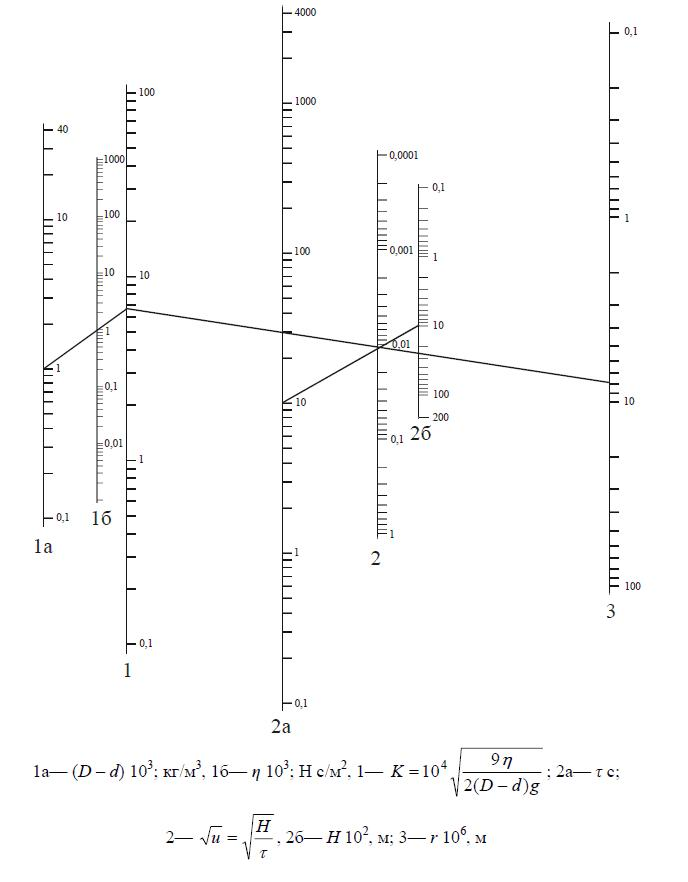
Рис. 3. Номограма Стокса.

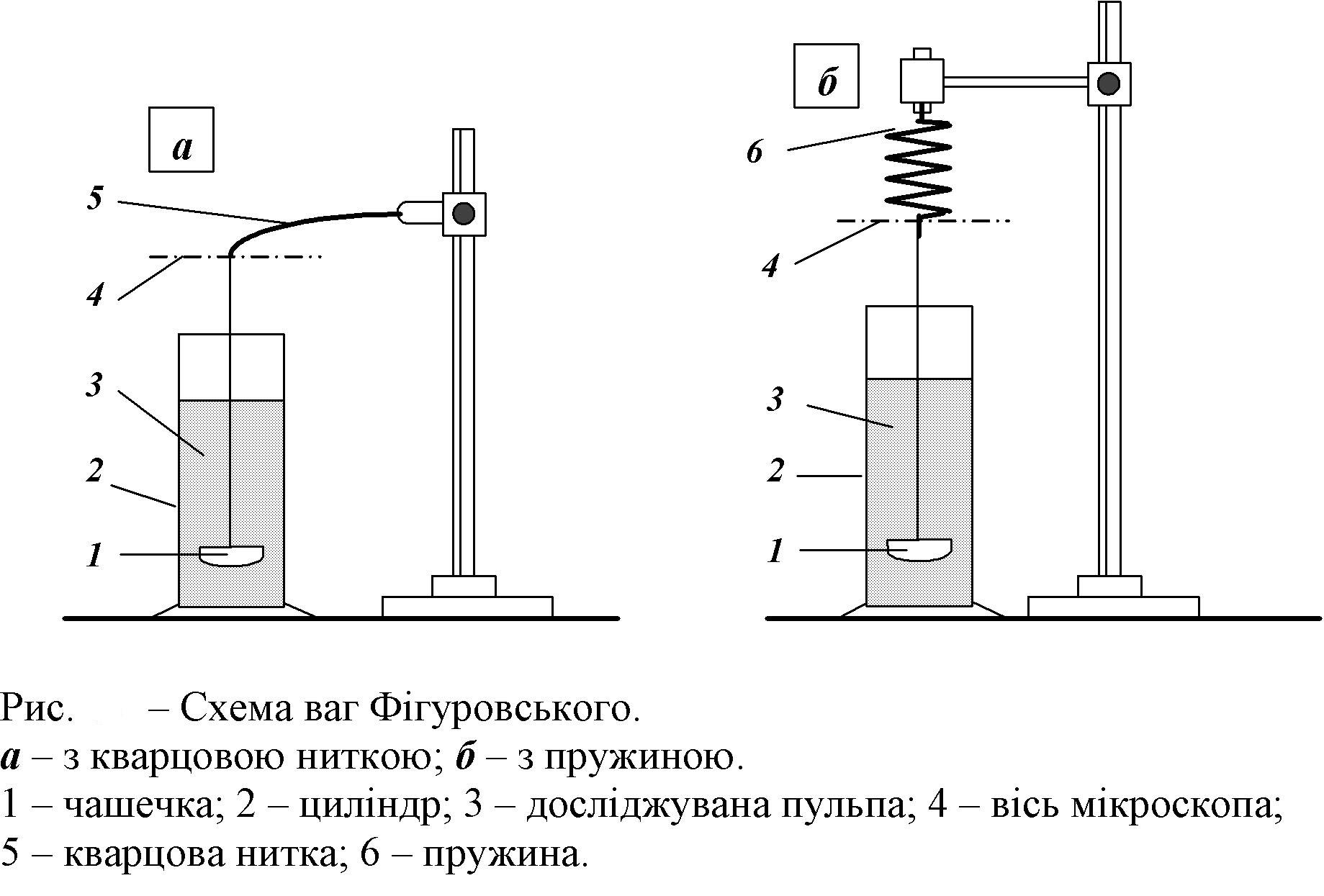
Рис. 4.

Рис. 5.

Рис. 6.

Необхідно зафіксувати вимірювальною лінійкою початкове положення коромисла ваг . У перші моменти після закінчення перемішування в суспензії ще спостерігаються місцеві потоки і збурення, тому перший відлік слід проводити через деякий час : для грубодисперсних систем рекомендується 10-15 секунд. Подальше завдання зводиться до послідовного фіксування положення кінця коромисла терезів протягом всього часу осідання . Рекомендовані проміжки часу зчитування даних такі. На початку досліду відліки доцільно проводити через 30-60 сек. , у кінці досліду час між відліками збільшується до 10 −20 хв . З зазначеною періодичністю вимірюється вага осаду і отримані результати заносяться в таблицю. Заміри маси осаду припиняються, коли з часом прирощення маси стають незначними .
За одержаними даними (що зведені для зручності у таблицю) будують криву осідання P = f(τ), де P — вага седиментованого осаду, мг; τ — час осідання, сек. Потім обробляють седиментаційну криву методом побудови дотичних. Для цього на кривій вибирають 7-8 точок, відповідних різному часу осідання, і проводять дотичні до седиментаційною кривої, продовжуючи їх до перетину з віссю ординат .
Відрізки ординат, що відсікаються дотичними, дають вагу окре-мих фракцій частинок  (P1, P2,..., Pn). Відрізок ординати від початку координат до першої дотичної відповідає вазі найбільш крупної фракції (P1). Останній відрізок ординати (між останньою дотичною і горизонтальною прямою, що відповідає Pmax) дає вагу частинок найбільш дрібної фракції. Останню дотичну потрібно проводити якомога ближче до горизонтальної прямої, щоб величина Pn була невеликою.
Знаючи вагу часток окремих фракцій, а також загальну вагу седиментаційного осаду (Pmax), можна визначити процентний вміст окремих фракцій.
Розмір найбільш крупних зерен rmax з достатнім наближенням визначають, проводячи дотичну до седиментаційною кривої з початку координат. Спочатку на якійсь ділянці дотична збігається з седиментаційною кривою, а потім розійдеться з нею, починаючи з часу τ0. Визначивши τ0 з графіка Р = f(τ), знаходять для нього за номограмою Стокса радіус найбільш крупних зерен rmax.

## Коефіцієнт седиментації
(sedimentation coefficient) 
Швидкість седиментації, поділена на прискорення сили поля (центрифужного чи гравітаційного). Виражається в секундах.

## Варіант седиментаційного аналізу з використанням ваг Фігуровського
Седиментаційний аналіз на вагах Фігуровського (рис. 4) оснований на принципі гідростатичних мікроваг. Як ваги використовуються кварцова нитка (рис. 4 а) або пружина (рис. 4 б).    
Для потрібної точності вимірювання відхилень ваг використовують шкалу катетометра та мікроскоп, що відзначає риску поділки на шкалі. Пульпу заливають у циліндр і збовтують. На кінці кварцової нитки або пружини підвішують чашечку та поміщають її у циліндр з досліджуваною пульпою і одночасно включають секундомір. Частинки, що осідають у чашечку, спричиняють деформацію нитки або пружини, що відзначається по шкалі мікроскопа (довжина шкали 6 мм,  ціна поділки 0,1 мм). Перший відлік роблять через 10 с після того, як припиняться коливання ваг при установці чашечки, а потім через проміжки часу, відповідні переміщенню кінця коромисла ваг. Спочатку зміщення кінця коромисла достатньо велике (осідають грубі фракції), а потім стає все менше та менше, тобто седиментаційна крива носить експоненційний характер (рис. 2). На осі абсцис відкладають час t, виміряний секундоміром, а на осі ординат – положення Δl краю коромисла ваг. 
При високій дисперсності пульпи проміжки між окремими відліками можуть бути тривалістю в декілька годин. По експериментальній кривій седиментації знаходять функцію розподілу та визначають радіус частинок.
За допомогою седиментаційної кривої можна розрахувати вихід частинок різних розмірів і побудувати характеристику ґранулометричного складу.

## Метод седиментації у відцентровому полі
Простим та зручним є метод седиментації у відцентровому полі з відбором проби з проясненої частини пульпи без зупинки центрифуги.
Установка складається з пробірочної центрифуги, пристосування (рис. 5.6) для відбору проб проясненої частини пульпи і вакуум-насоса. 
Усередині обертового диску центрифуги закріплений невеликий стальний циліндр 6 ємністю 5 мл. В бокові стінки циліндра впаяні чотири тонкі металічні трубки 8 діаметром 2 мм. На кінці трубок надіти гнучкі пластмасові шланги діаметром 1,2 мм. Кожний з них входе у скляну пробірку на відстань Н, яким визначається положення відлікової риски або рівень відбору проби. Циліндр закривають кришкою 4, що заґвинчується, з отвором діаметром 3 мм для входу голки 3 шприца 2. Отвір закритий ґумовою прокладкою 5. 
Для відбору проб використовується медичний шприц 2 ємністю 20 мл. з якого видалений поршень. Шприц герметично з’єднаний з вакуум-насосом вакуумним шлангом 1. На шланги установлений кран для регулювання величини вакууму та часу відбору проби.
Концентрацію частинок в пробі можна визначити на фотоелектрокалориметрі, показання якого заздалегідь відградуйовані. Кількість матеріалу, що випав в осад обчислюють як різницю між масою вихідної наважки і масою частинок в пробі. Для побудови кривої осадження необхідно отримати дані про кількість осаду не менше чим при 6 – 7 експериментах з різною тривалістю центрифугування.

## Седиментаційний аналіз у висхідному струмені води
Седиментаційний аналіз у висхідному струмені води дозволяє виділити фракції матеріалу різної крупності в кількості,  достатній для подальших досліджень.
Аналіз виконується за допомогою приладу (рис. 6), основною частиною якого є класифікатор 5. Класифікатор складається з конічної (кут нахилу твірної 60о) і циліндричної частин.
У нижній частині класифікатора є отвір для випуску осаду, який при роботі закривається пробкою 7. У верхній частині є жолоб 9 для прийому зливу. Усередині класифікатора установлена решітка 6 з нержавіючого матеріалу, а в центрі проходить вертикальний порожнистий вал 4 з лійкою 3. До нижньої частини валу (під решіткою 6) прикріплені перфоровані лопаті мішалки 8. Вал одержує повільне обертання від електродвигуна через ремінну передачу.
Методика проведення аналізу полягає у наступному. Від досліджуваного матеріалу відбирають пробу масою 50 – 100 г, висипають у фарфорову чашку, змочують водою і перемішують ґумовою паличкою для усунення грудочок. Потім надають руху валу класифікатора, закривають випускний отвір пробкою і підготовлену пробу переносять з чашки у класифікатор. Після цього всередину вала пускають воду з напірного баку 1. Подача води регулюється краном 2. 
Вода через перфоровані отвори лопатей мішалки надходить у класифікатор і утворює висхідний струмінь. Кількість води, що надходить у класифікатор, повинна забезпечити швидкість висхідного струменя у його верхньому перетині рівну кінцевій швидкості падіння граничного зерна класу, що виділяється.
Витрати води в одиницю часу вимірюються мірним циліндром і секундоміром. Відрегульовану кількість води направляють у лійку і далі у класифікатор. Злив у збірник 10 збирають до тих пір, поки він не буде чистим. Після цього регулюють нові витрати води, які необхідні для відмивки дальшого класу з частинками більшого діаметра.
Більш досконале обладнання для седиментаційного аналізу розроблено фірмою Fritsch. Вона випускає скануючий фото-седиментограф, який дозволяє оцінити крупність частинок в межах 0,5 – 500 мкм з передачею інформації на комп’ютер. 
Розглянуті методи дослідження ґранулометричного складу виконуються вручну. Основними недоліками ручних методів аналізу є їх велика тривалість і вартість, необхідність застосування ручної праці, невисока точність.

## Гранулометри для прямого контролю крупності матеріалу

### Гранулометр конструкції інституту Механобр
Див. також Гранулометр.

Рис. 7.

Гранулометр конструкції інституту Механобр (рис. 7) в комплексі з автоматичним пробовідбирачем може використовуватись для контролю безперервних потоків корисних копалин.
Проба корисної копалини через завантажувальну лійку 1 подається на грохот 2, який складається з двох сит розташованих по спіралі; між двома краями сит є щілини. Короб грохота підвішений на амортизаторах 3. На коробі грохота закріплені дві пари дебалансів 4 з взаємно перпендикулярними осями. 
Кожній парі дебалансів почергово надається рух від двох електродвигунів. Під грохотом підвішений бункер 12 з секторним затвором 10, який відкривається та закривається за допомогою електромагнітів 11 і системи важелів 9. Бункер 12 підвішений на рамі 5, яка зв’язана з магнітоанізотропним датчиком 6. Сигнал з датчика, пропорційний масі заповненого матеріалом бункера 12, направляється у випрямний блок 7, а потім у вторинний прилад 8, де цей сигнал запам'ятовується.
Дія приладу основана на тому, що на грохоті з заданою величиною чарунок проба корисної копалини розсіюється, підрешітний продукт зважується, а потім зважується й уся проба. Шляхом «ділення» сигналу, пропорційного масі підрешітного продукту, на сигнал, пропорційний масі вихідного матеріалу, розраховується процент класу крупності, що контролюється.
При розсіві проби включається перша пара дебалансів, що струшують сита. Матеріал піднімається угору по спіралі і здійснює при цьому круговий рух по поверхні сит. Тривалість грохочення вибирається достатньою для повного розсіву проби. Підрешітний продукт, що потрапив у бункер 12, зважується, і його маса запам’ятовується. Потім включається друга пара дебалансів, і рух матеріалу відбувається у протилежному напрямку. Через щілини між краями сит надрешітний продукт надходить у бункер, де зважується уже вся проба.
Тривалість аналізу проби масою до 30 кг складає приблизно 2 хв при абсолютній погрішності аналізу ± 1,5 %.

### Гранулометр для рудних пульп конструкції інституту НДІАвтоматика
Гранулометр для рудних пульп конструкції інституту НДІАвтоматика (рис. 8) оснований на методі мокрого експрес-аналізу.

Рис. 8.

Ґранулометр встановлений на рамі 22. Проба пульпи, що відібрана пробовідбирачем 11, подається у барабанний грохот 19, який знаходиться всередині бункера 18.  Обертання грохота здійснюється від електродвигуна 12 через редуктор 13. Для затримання надрешітних продуктів у барабані при розсіві проби призначені торцева кришка 15 та клапан 17, що відкриваються розподільчим кулачком 14, якому надається рух від редуктора 13. Вода у грохот подається через трубки 21 при включенні соленоїдного вентиля 23. Бункер 18 за допомогою плеч паралелограма 20 підвішений до вимірювальних пружин 9 та 10, які врівноважують бункер 18, заповнений тільки водою. Надходження проби у барабан викликає збільшення маси бункера ΔG та переміщення униз підвішеної системи і зв’язаного з нею плунжера 8 нуль-індикатора 7. Розбаланс нуль-індикатора підвищується у підсилювачі 1 та надає руху серводвигуна 2, який обертає двигун запам’ятовуючого пристрою 3 і лекало 5. Поворот лекала призводить до переміщення важеля 6 та пружин 9 і 10 до тих пір, поки їх зусилля зрівноважать збільшення маси ΔG. Після розсіву проби та видалення підрешітного продукту зважується надрешітний продукт масою ΔG2 аналогічно масі ΔG1 (з додаванням води до заданого об’єму). Значення опорів R1 і R2 пропорційні величинам ΔG1 і ΔG2 із запам’ятовуючого пристрою 3 передаються на вторинний прилад 24 для визначення вмісту класу, що контролюється. 
Вихід класу β+ визначається як співвідношення ΔG2 /ΔG1 . Проба надходить у збірник 16. Шкала 4 використовується для контролю роботи ґранулометра та його настроювання.
Тривалість аналізу однієї проби складає близько 4 хв; похибка аналізу ± 2 % від верхньої межі вимірювання.